# Otto Müller (Konservator)
Otto Müller (* 26. September 1911 in Michelstadt; † 18. Oktober 1999 ebenda) war ein deutscher Kunsthistoriker und Denkmalpfleger, der sich vornehmlich mit karolingischen Bau- und Kunstwerken befasste.

## Ausbildung und Tätigkeiten bis 1945
Müller wurde 1911 in Steinbach bei Michelstadt geboren. Eine Begegnung als 14-Jähriger mit dem späteren Professor für Kunstgeschichte, Hans Christ, wurde für ihn richtungsweisend. Christ führte damals Vermessungen an der Einhardsbasilika in Steinbach durch.
Müller studierte Kunstgeschichte, romanische Philologie und Philosophie an der Universität Leipzig. Bereits als Student führte er, unter anderen mit Friedrich Behn, in den Jahren 1931 bis 1933 eigenständige Grabungen auf dem Gelände der Einhardsbasilika durch. Müller promovierte 1934 bei Leo Bruhns über die Einhardsbasilika zu Steinbach. Die ersten beiden Abschnitte der Dissertation wurden 1937 beim Verlag Gustav Sprey Jr. in Seligenstadt eigenständig verlegt. Er wurde danach Assistent am Institut für Kunstgeschichte der RWTH Aachen am Lehrstuhl von Mindner. Dieser erteilte ihm den Auftrag, die zweite Basilika von Einhard, die Einhardsbasilika in Seligenstadt zu untersuchen. Seine Ergebnisse wurden 1936 publiziert und erregten Aufsehen in der Fachwelt. Danach schlossen sich Ausgrabungen in ebendieser Basilika an, die mit Beginn des Zweiten Weltkrieges zum Erliegen kamen. Parallel dazu baute Müller in der ehemaligen Prälatur des Klosters Seligenstadt die Anfänge des späteren Museums auf. Auch diese Tätigkeiten wurden unterbrochen, ebenso seine umfangreichen Arbeiten zum Erhalt der Kaiserpfalz in Seligenstadt ab 1937. Müller leistete seinen Kriegsdienst im Lazarett in Seligenstadt, 1943 heiratete er Elise Augenstein, die Ehe blieb kinderlos.

## Tätigkeiten als Bezirkskonservator
Nach dem Zweiten Weltkrieg, ab 1946, wurde Müller als Konservator beim Hessischen Landesdenkmalamt angestellt. Er war dort für den Großraum Starkenburg zuständig. Als Konservator verhinderte er mehrfach den Abriss oder den Verkauf von Gebäuden und Gelände um die ehemalige Abtei Seligenstadt. Er betrieb den Rückbau der Einhardsbasilika in Seligenstadt, die von barocken Zutaten und anderen Spuren befreit wurde, auch führte er wiederum Grabungen und Sanierungen sowohl in Seligenstadt wie in Steinbach durch. 1956 entdeckte er die Arnheider Kapelle wieder, führte Untersuchungen und Grabungen durch und publizierte darüber. Auch in der Seligenstädter Innenstadt, vor allem zum Erhalt der Fachwerkhäuser, setzte er sich maßgeblich ein. Sein erstes eigenes Buch, außerhalb der Publikation über die Basilika in Steinbach 1937, erschien 1964, es war der Abteiführer Seligenstadt. In den späten 1960er Jahren erschienen zwei Werke über den Dom und den Domschatz zu Aachen, die mehrfach aufgelegt wurden.
Auf sein Betreiben hin wurde die mittlerweile einsturzgefährdete Einhardsbasilika in Steinbach 1967 vom Erbacher Grafenhaus vom Land Hessen aufgekauft. Müller gründete mit anderen 1966 die Einhards-Arbeitsgemeinschaft, die sich in den frühen 1970er Jahren bis zur endgültigen Sicherung der Basilika um die baulichen Maßnahmen und die Dokumentation kümmerte. Müller publizierte 1973 den Band: Die Einhard-Abtei Seligenstadt am Main und schrieb zahllose Artikel in den unterschiedlichsten Fachzeitschriften. Mit dem Erreichen der Altersgrenze schied Müller 1976 aus dem Staatsdienst aus, zuvor war es ihm noch gelungen, die Errichtung eines Kernkraftwerkes auf dem Gebiet der Seligenstädter Wasserburg zu verhindern. Er blieb dennoch schriftstellerisch aktiv und konnte 1996 noch die Fertigstellung seines umfangreichsten Werkes Die Einhardsbasilika in Steinbach bei Michelstadt im Odenwald in zwei Bänden, mit Thomas Ludwig und Irmgard Widdra-Spiess, erleben.
Müller lehnte zeitlebens jegliche Ehrung seiner Person ab. Er wies das ihm mehrfach angetragene Bundesverdienstkreuz genauso zurück wie die angedachte Ehrenbürgerwürde der Stadt Seligenstadt. Er starb vier Wochen nach dem Tod seiner Frau am 18. Oktober 1999. Aus Anlass seines Todes und zu seiner Würdigung erschien 2002 eine umfangreiche Biografie von Karl Franz, Dr. Otto Müller – Ein Leben für die Denkmalpflege als Sonderdruck der Landschaft Dreieich. Blätter für Heimatforschung.

## Veröffentlichungen (Auswahl)

### Bücher
- Die Einhard-Abtei Seligenstadt am Main, Verlag Langewiesche, Königstein im Taunus 1973 ISBN 3-7845-3400-7
- Seligenstadt : ehemalige Benediktiner-Abtei; amtlicher Führer; Verw. der Staatl. Schlösser und Gärten, Bad Homburg v. d. H. 1975
- Der Dom zu Aachen, Verlag Langewiesche, Königstein 1972 (8. Auflage) ISBN 3-7845-0111-7
- Der Aachener Domschatz, Verlag Langewiesche, Königstein 1972 (5. Auflage) ISBN 3-7845-0121-4
- Die Einhards-Basilika in Steinbach bei Michelstadt im Odenwald, mit Thomas Ludwig und Irmgard Widdra-Spiess, 2 Bände, von Zabern, Mainz 1996 ISBN 3-8053-1322-5
- Die Einharts-Basilika zu Steinbach bei Michelstadt im Odenwald, (aus den ersten beiden Kapiteln der Dissertation), Verlag Gustav Sprey Jr., Seligenstadt 1937

### Aufsätze
- Kurze Beschreibung der Einhardsbasilika in Seligenstadt, Sonderdruck aus: Archiv für hessische Geschichte und Altertumskunde, Neue Folge; Bd. 36, Darmstadt 1976, S. 87–116, Einhards-Arbeitsgemeinschaft (Hrsg.), Michelstadt 1982
- Die Einhards-Basilika in Steinbach bei Michelstadt, Sonderdruck aus: Führer zu vor- und frühgeschichtlichen Denkmälern. Bd. 3., von Zabern, Mainz 1965
- Bauformen und Mauertechnik an den Bauten Einhards in Michelstadt-Steinbach und Seligenstadt. In: Der Odenwald. Zeitschrift des Breuberg-Bundes. Bd. 20, Heft 2, Reinheim 1973
- Das Spital der Grafschaft Erbach in Steinbach. In: Der Odenwald. Zeitschrift des Breuberg-Bundes. Bd. 43, Heft 4, Reinheim 1996
- Was geschieht für die Einharts-Basilika in Steinbach? In: Deutsche Kunst und Denkmalpflege, München 1954
- Erhaltungsmaßnahmen an der Einhards-Basilika in Steinbach bei Michelstadt. In: Kunstchronik 25, Nürnberg 1972
- Erhaltungsmaßnahmen an der Einhards-Basilika in Steinbach bei Michelstadt. In: Kunstchronik 26, Nürnberg 1973